# Força Multinacional na República Centro-Africana
Força Multinacional na República Centro-Africana (em francês:  Force multinationale en Centrafrique, FOMUC) foi criada em dezembro de 2002 pela Comunidade Econômica e Monetária da África Central (CEMAC) para conter a instabilidade política crônica na República Centro-Africana.
A FOMUC, cuja criação foi principalmente uma iniciativa do Gabão, foi inicialmente encarregada de garantir a segurança do presidente Ange-Félix Patassé, reestruturar as forças armadas e monitorar o trabalho de patrulhas mistas ao longo da fronteira com o Gabão e com o Chade.
No auge de sua presença, a missão militar chegou a 380 soldados do Gabão, República do Congo, Chade e Camarões.
Em julho de 2008, por razões de coerência legal, a CEMAC transferiu as responsabilidades da FOMUC, que assim foi substituída pela Missão de Consolidação da Paz na República Centro-Africana (MICOPAX) sob a autoridade da Força Multinacional da África Central (FOMAC) da Comunidade Econômica dos Estados da África Central (CEEAC).